# Chrysopilus leonardi
Chrysopilus leonardi är en tvåvingeart som beskrevs av Charles Howard Curran 1931. Chrysopilus leonardi ingår i släktet Chrysopilus och familjen snäppflugor.
Artens utbredningsområde är Puerto Rico. Inga underarter finns listade i Catalogue of Life.